# Данков, Вениамин Владимирович
Вениамин Владимирович Данков — советский хозяйственный и политический деятель.

## Биография
Родился в 1930 году в селе Упороя. Член КПСС.
Окончил Бежицкий машиностроительный техникум, Киевский политехнический институт.
В 1950—1953 гг. — военнослужащий Советской армии.
В 1953—1955 гг. — мастер производственного обучения Бежецкого машиностроительного техникума.
В 1955—1958 гг. — мастер Уралвагонзавода.
В 1958—1973 гг. — технолог, мастер, старший мастер, заместитель начальника литейного цеха, председатель профкома, секретарь парткома Киевского радиозавода.
В 1973—1975 гг. — председатель Дарницкого райисполкома города Киева.
В 1975—1988 гг. — первый секретарь Дарницкого райкома КПУ города Киева.
В 1988—1991 гг. — председатель ревизионной комиссии Киевского горкома КПУ.
Делегат XXVI съезда КПСС.
Жил в Киеве.

## Награды
- Орден Ленина
- Орден Трудового Красного Знамени
- Орден Знак Почёта